# Okrągłe (Niewiarowo)
Okrągłe – część wsi Niewiarowo w Polsce, położona w województwie podlaskim w powiecie monieckim w gminie Trzcianne<.
W latach 1975–1998 Okrągłe administracyjnie należało do województwa białostockiego.